# ولوت ریوالور
ولوت ریوالور (انگلیسی: Velvet Revolver) یک ابرگروه هارد راک است که اعضای
گانز ان روزز به همراه داف مک‌کگن و اسلش و … تشکیل شده‌است. آنها در سال۲۰۰۵ جایزه گرمی را از آن خود کردند.